# Taylor Nelson
Taylor Nelson (* 3. März 1996 in Granite Bay, Kalifornien) ist eine US-amerikanische Volleyballspielerin.

## Karriere
Nelson spielte von 2014 bis 2018 an der California Polytechnic State University in San Luis Obispo in der College-League NCCA. Hier gewann sie 2017 die All-American Conference und wurde Spielerin des Jahres in der Big West Conference.
2018 ging die Zuspielerin nach Europa und wurde mit VK Slávia EU Bratislava slowakische Meisterin und Pokalsiegerin. Von 2019 bis 2021 spielte Nelson beim deutschen Bundesligisten USC Münster.